# Via Regia

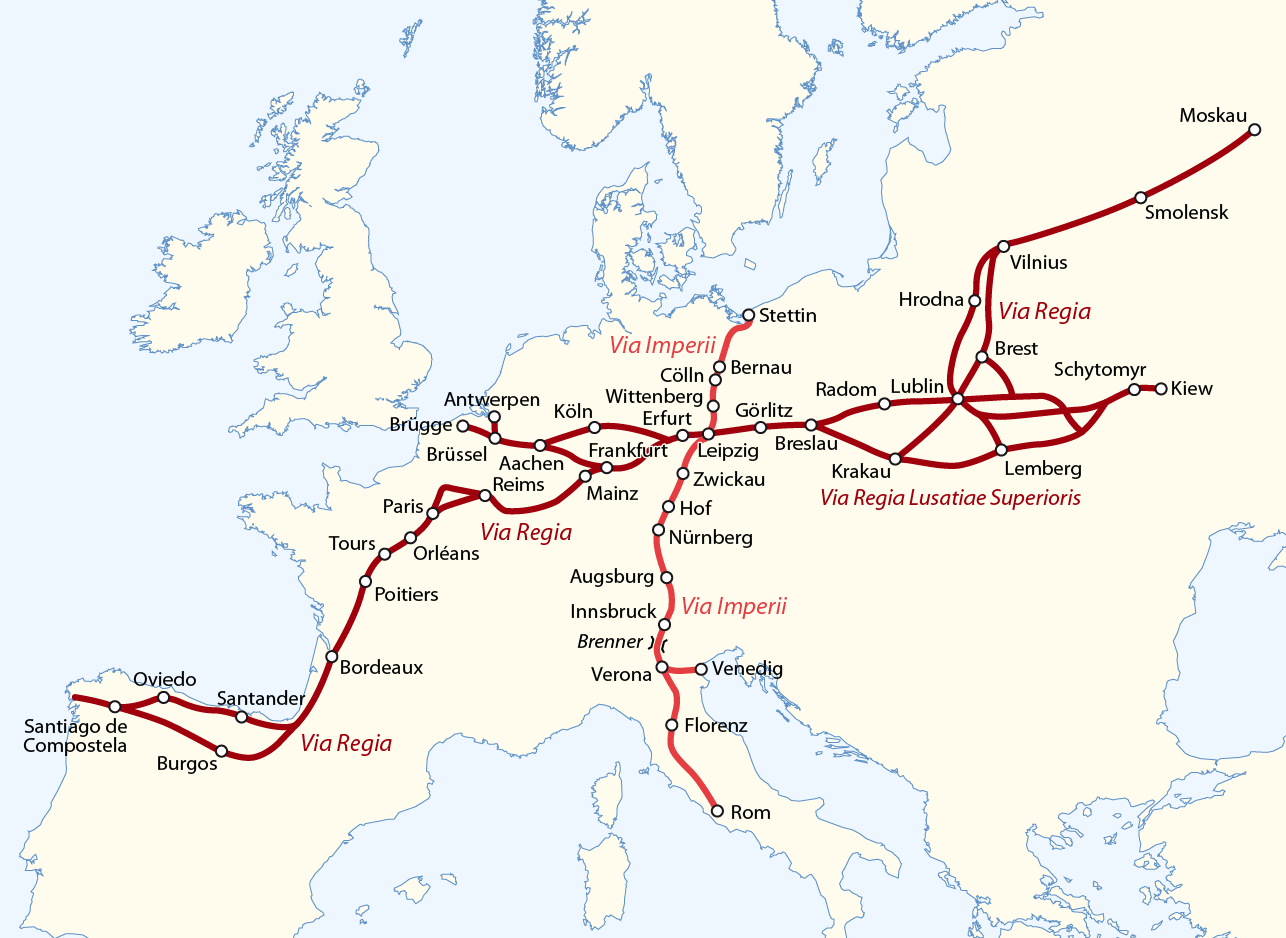
De handelsroutes van de Via Regia en de Via Imperii op het Europese continent

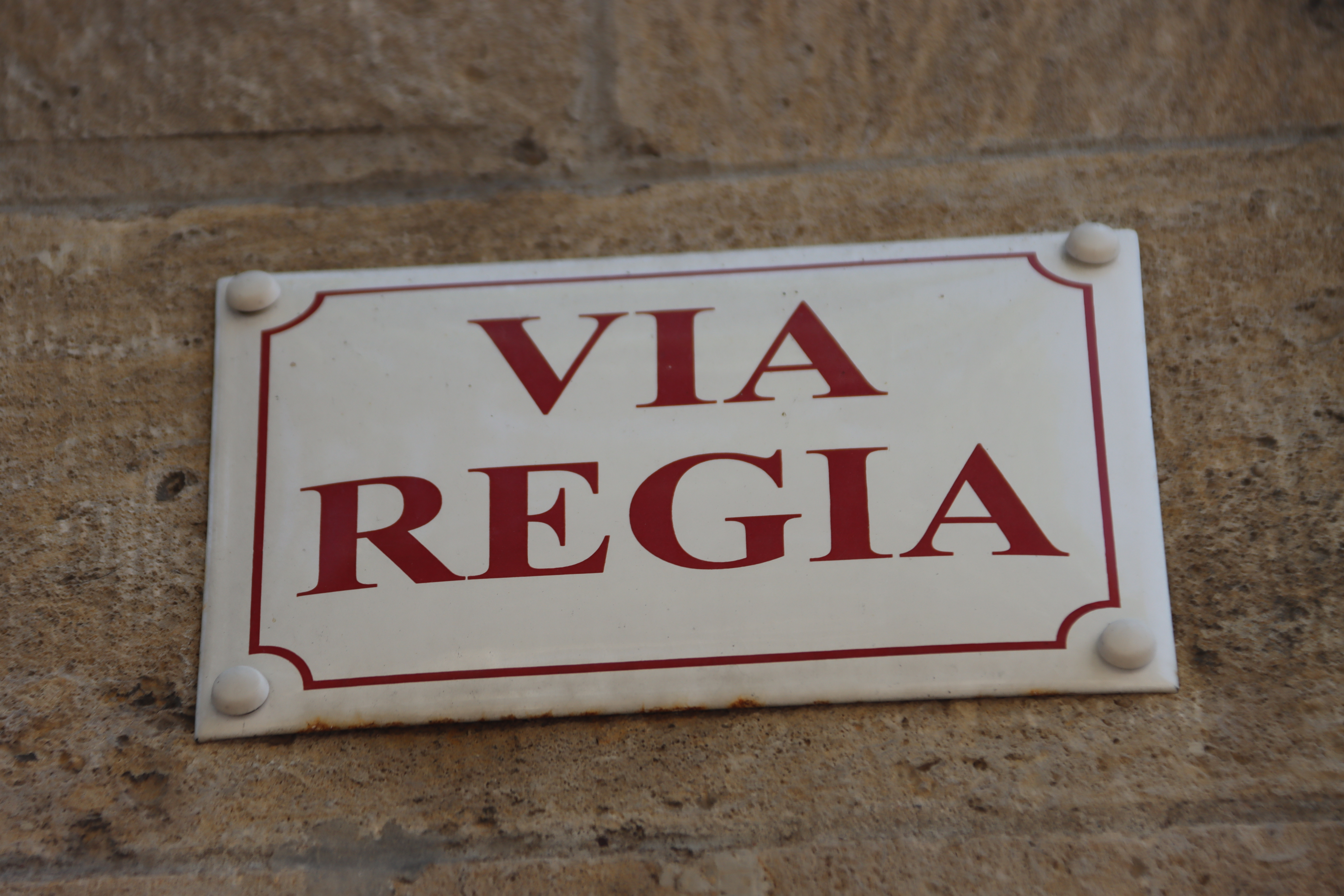
Via Regia in Erfurt

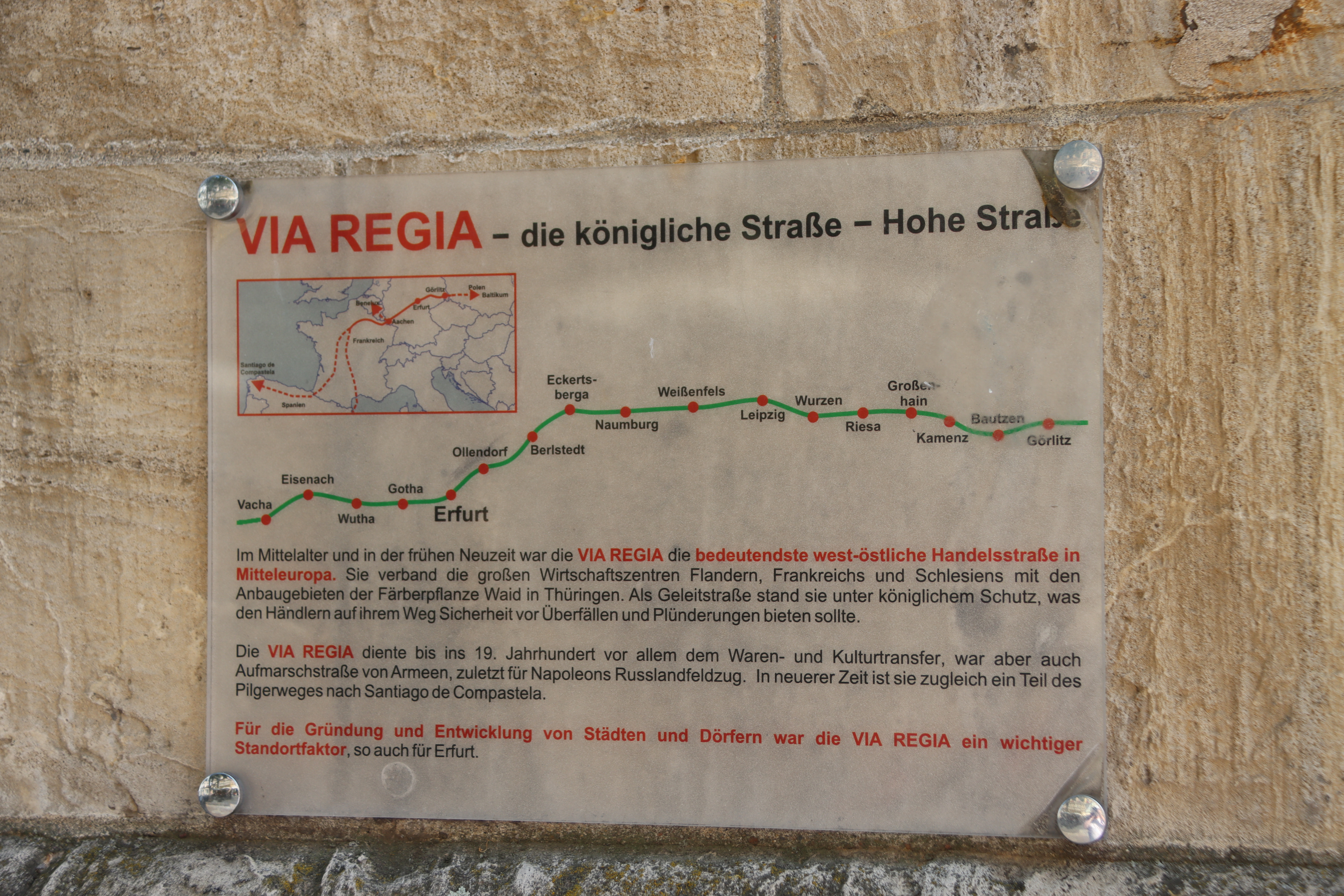
Via Regia in Erfurt

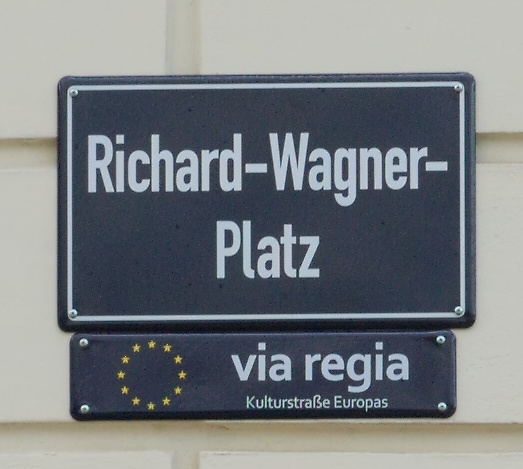
Via Regia in Leipzig

De Via Regia (Latijn voor 'Koninklijke Weg' of 'Koninklijke Straat') was in de middeleeuwen een trans-Europese handelsroute, pelgrimsroute en militaire route tussen het Spaanse Santiago de Compostella enerzijds en Kiev en Moskou anderzijds. In Leipzig kruiste hij de handelsroute Via Imperii ('Keizersweg'). De route was circa 4.500 kilometer lang. Beide routes maakten deel uit van een netwerk dat wel als rijksstraatweg of rijksstraat (Reichsstraße) wordt betiteld, omdat deze wegen onder het gezag van het Heilige Roomse Rijk vielen. Degelijke wegen worden ook wel als koningswegen betiteld.

## Geschiedenis
De geschiedenis van de route gaat al terug tot het begin van de moderne jaartelling. Al in de Romeinse tijd werd er een wegennet gevormd tussen de steden Bordeaux, Tours, Parijs, Metz, Kaiserslautern en Mainz. Toen de Romeinse generaal Nero Claudius Drusus in de eerste eeuw de Elbe overtrok, ontwikkelde zich een eerste verbinding tussen het Romeinse Rijk en het gebied ten oosten van de Elbe. Romeinse handelaren hebben later ook deze route gebruikt.
In de middeleeuwen werden de bestaande routes door de Franken gebruikt voor hun militaire campagnes toen de routes naar het oosten stabiliseerden. Het Slavische gedeelte van de route werd tussen de achtste en de tiende eeuw bewaakt door wallen en kastelen tot aan Krakau. Nadat Kiev de nieuwe hoofdstad van het Kanaat van Roes werd stabiliseerde de route in het oosten verder. In 1252 duikt de naam Strata Regia voor de route op in een document van Hendrik III van Meißen.
Door de vele oorlogen in de achttiende eeuw ging het slechter met de continentale langeafstandshandel waardoor de oude Via Regia aan belang verloor. Door de opkomst van de trein in de loop van de negentiende eeuw verloor de Via Regia definitief aan belang.
In 2005 verkreeg de Via Regia de titel Europese Culturele Route van de Raad van Europa.